# Thomas Büchner
Thomas Büchner (* 22. September 1934 in Berlin; † 5. August 2016 in Münster) war ein deutscher Hämatologe und Onkologe und Professor an der Westfälischen Wilhelms-Universität in Münster.

## Leben
Büchner wuchs in Freiburg im Breisgau auf und nahm nach dem Abitur 1955 an der dortigen Albert-Ludwigs-Universität das Studium der Humanmedizin auf. Nach zwischenzeitlichen Aufenthalten in Wien, Innsbruck und München promovierte er nach dem medizinischen Staatsexamen in Freiburg 1961 zum Thema „Autoradiographische Untersuchungen zur Zellkinetik bei der Maus“. Anschließend wechselte er an das Universitätsklinikum Münster, wo er von da an bis zu seiner Emeritierung tätig war. 1971 folgte seine Habilitation zum Thema „Entzündungszellen im Blut und im Gewebe: Studie über die experimentelle granulierende Entzündung durch Fremdkörper und bei der Wundheilung“, für die er im selben Jahr den Theodor-Frerichs-Preis der Deutschen Gesellschaft für Innere Medizin erhielt. Im selben Jahr wurde er zum Professor für „Innere Medizin und Hämatologie“ an der Westfälischen Wilhelms-Universität in Münster berufen. 1999 wurde Büchner emeritiert. Büchner verstarb am 5. August 2016 in Münster.

## Wirken
Büchner beschäftigte sich in seiner klinischen und wissenschaftlichen Arbeit vor allem mit der akuten myeloischen Leukämie (AML) und wurde 1978 Chairman der „AML Cooperative Group“ (AMLCG), welche die erste multizentrische Studie zur AML durchführte. In der Folge wurde unter anderem das noch heute teilweise genutzte Therapieschema „TAD“ (aus Tioguanin, AraC und Daunorubicin bestehend) etabliert. Schon seit 1976 war er Leiter des Labors für Spezielle Hämatologie am Universitätsklinikum Münster, 1993 wurde ihm außerdem die Leitung des Funktionsbereiches Leukämieforschung an der Westfälischen Wilhelms-Universität übertragen. Zur weiteren Vernetzung und Fortbildung begründete Büchner zusammen mit dem Münsteraner Pädiater Günther Schellong (1926–2015) das Symposium „Acute Leukemias“, das auch international einen hohen Stellenwert hatte. In diesem Sinne war er auch entscheidend am Aufbau des „European Leukemia Net“, eines von der Europäischen Union geförderten Projektes zur Vernetzung von Leukämieforschern, beteiligt.
Büchner war Mitglied aller führenden Fachgesellschaften auf seinem Tätigkeitsgebiet (unter anderem der American Society of Hematology, der American Association for Cancer Research und der Deutschen Gesellschaft für Hämatologie und medizinische Onkologie) und geschäftsführender Vorsitzender des „Vereins für Leukämieforschung und -Therapie e.V.“.
Büchner forschte bis zu seinem Tod als Professor em. an der Westfälische Wilhelms-Universität Münster weiter in seinem Fachgebiet.

## Auszeichnungen
- 1970: Theodor-Frerichs-Preis der Deutschen Gesellschaft für Innere Medizin[4]
- 2008: Ehrenmitglied der Deutschen Gesellschaft für Hämatologie und medizinische Onkologie[10]
- 2013: Merit Award des European Leukemia Net[7]

## Trivia
Büchner wurde auch außerhalb von Fachkreisen international bekannt durch die Behandlung von Raissa Maximowna Gorbatschowa (1932–1999), der Ehefrau von Michail Sergejewitsch Gorbatschow (1931–2022), die an einer Megakaryozytenleukämie, einer Sonderform der AML, erkrankt war und daran am 20. September 1999 schließlich in Münster verstarb.